# Сабара (Бразилия)
Сабара (порт. Sabará) — муниципалитет в Бразилии, входит в штат Минас-Жерайс. Составная часть мезорегиона Агломерация Белу-Оризонти. Входит в экономико-статистический микрорегион Белу-Оризонти. Население составляет 134 282 человека на 2006 год. Занимает площадь 303,564 км². Плотность населения — 442,4 чел./км².
Праздник города — 17 июля.

## История
Город основан в 1675 году.

## Статистика
- Валовой внутренний продукт на 2003 год составляет 639 150 778,00 реалов (данные: Бразильский институт географии и статистики).
- Валовой внутренний продукт на душу населения на 2003 год составляет 5088,74 реалов (данные: Бразильский институт географии и статистики).
- Индекс развития человеческого потенциала на 2000 год составляет 0,773 (данные: Программа развития ООН).

## География
Климат местности: горный тропический. В соответствии с классификацией Кёппена, климат относится к категории 20°.

## Галерея
- Собор